# Nowoszepełyczi
Nowoszepełyczi (ukr. Новошепеличі) – dawna wieś na Ukrainie, w obwodzie kijowskim, w dzisiejszym rejonie iwankowskim.
Siedziba dawnej gminy Szepieliczi w powiecie radomyskim a od roku 1919 w czarnobylskim na Ukrainie.
Została wysiedlona w 1986 roku w związku z wypadkiem w Czarnobylskiej Elektrowni Jądrowej. W 1996 roku wieś została usunięta ze spisu miejscowości.